# Муратсай
Муратса́й (каз. Мұратсай) — село у складі Бокейординського району Західноказахстанської області Казахстану. Адміністративний центр Муратсайського сільського округу.
Населення — 665 осіб (2021; 860 у 2009, 960 у 1999, 1019 у 1989).